# Словенская Википедия
Слове́нская Википе́дия (словен. Slovenska Wikipedija) — раздел Википедии на словенском языке. Основан 8 марта 2002 года. 18 июля 2007 года Словенская Википедия стала 27-м по счёту разделом, превысившим отметку в 50 тыс. статей.
На данный момент содержит 191 962 статьи (34 место).

## Статистика
По состоянию на 21 марта 2025 года словенский раздел Википедии содержит 191 962 статей. Зарегистрировано 240 293 участников, из них 347 совершили какое-либо действие за последние 30 дней, 22 участника имеют статус администратора. Общее число правок составляет 6 397 649.

## История
- 10 000 статей — 7 февраля 2005
- 20 000 статей — 17 декабря 2005
- 30 000 статей — 30 июня 2006
- 40 000 статей — 15 февраля 2007
- 50 000 статей — 18 июля 2007
- 60 000 статей — 7 марта 2008
- 100 000 статей — 15 августа 2010
- 150 000 статей — 31 марта 2016